# Richard Harris
Richard Harris (Limerick, 1930. október 1. – London, 2002. október 25.) Golden Globe-díjas ír színész.

## Élete
Richard Saint-John Harris néven született az írországi Limerickben 1930. október 1-jén. A londoni Music and Drama School-ban végezte színitanulmányait. 1956-ban lépett először színpadra, s 2 évre rá kapta első filmszerepét. Lindsay Anderson Egy ember ára (This Sporting Life) című filmjében tűnt fel a nemzetközi porondon, majd miután ezért az alakításáért elnyerte az 1963-as cannes-i filmfesztivál legjobb férfi alakítás díját, valamint a BAFTA-díjat, Oscar-díjra is jelölték. Második Oscar-jelölését a The Field (1990) című filmben nyújtott teljesítményéért kapta.
Golden Globe-díjat kapott a Camelotért, s BAFTA-díjra jelölték a Juggernautért.
1992-ben Clint Eastwood Nincs bocsánat (Unforgiven) című többszörös Oscar-díjas filmjében, valamint Harrison Ford és Anne Archer oldalán a Férfias játékokban (Patriot Games) láthattuk.
Filmszerepei mellett számos emlékezetes színházi alakítással is büszkélkedhet.
1989-ben az Evening Standard díjazta IV. Henrikben nyújtott alakítását.
Harris nemcsak színész és rendező, de költő és énekes is, több lemeze is megjelent, melyek közül A prófétáért (The Prophet) Grammy-díjra jelölték. A díjat később a Jonathan Livingston, a sirály-ért (Jonathan Livingston the Seagull) meg is kapta. Harris a Golden Globe-díjas The Snow Goose című tévéfilmnek nemcsak társ-producere volt, de a legjobb színész kategóriában is jelölték.
1972-ben Harris rendezőként, színészként és társ-forgatókönyvíróként is jegyezte a részben Izraelben forgatott A hős (The Hero) című filmet, melyben Romy Schneider volt a partnere.
Utolsó ismert filmes szerepei közé tartozik a Harry Potter és a bölcsek köve, valamint a Harry Potter és a Titkok Kamrája című filmek, ahol mindkettőben Albus Dumbledore professzor szerepét játszotta.
A Harry Potter és a Titkok Kamrája című film utolsó három forgatási napja idején kómába esett.
2002 augusztusában non-Hodgkin-kórt (más szóval nyirokmirigyrákot) diagnosztizáltak nála, ezután mentővel vitték el a londoni University College kórházba, tüdőgyulladás tüneteivel. 2002. október 29-én hunyt el rákban, két és fél héttel a Harry Potter és a Titkok Kamrája című film premierje után. Halála után elhamvasztották. Hamvait egykori lakóhelyén, a Bahama-szigeteken szórták szét, családja jelenlétében.
Így a további Harry Potter filmekben Dumbledore szerepét az ír származású Michael Gambon vette át.

## Filmjei
- 1959 – A Mary Deare hajótörése (The Wreck of the Mary Deare) – Higgins
- 1959 – Kezet fog az ördöggel (Shake Hands with the Devil) – Terence O’Brien
- 1960 – Iszonyú szépség (A Terrible Beauty) – Sean Reilly
- 1961 – Navarone ágyúi (The Guns of Navarone) – Howard Barnsby repülőőrnagy, Ausztrál Királyi Légierő
- 1961 – A hosszú, az alacsony és a magas (The Long and the Short and the Tall) – Edward „Johnno” Johnstone tizedes
- 1962 – Lázadás a Bountyn (Mutiny on the Bounty) – John Mills matróz
- 1963 – Egy ember ára (This Sporting Life) – Frank Machin
- 1964 – Vörös sivatag (Il Deserto Rosso) – Corrado Zeller
- 1965 – Telemark hősei (The Heroes of Telemark) – Knut Straud
- 1965 – Dundee őrnagy (Major Dundee) – Benjamin Tyreen százados
- 1966 – A Biblia (The Bible) – Ábrahám próféta
- 1966 – Hawaii – Rafer Hoxworth kapitány
- 1967 – Camelot – Arthur király
- 1967 – Szeszély (Caprice) – Christopher White
- 1970 – Viszontlátásra a pokolban (The Molly Maguires) – James McParlan/McKenna nyomozó
- 1970 – Cromwell – Oliver Cromwell
- 1970 – A Ló nevű ember (A Man Called Horse) – John Morgan
- 1974 – Gulliver utazásai (Gulliver’s Travels) – Gulliver
- 1974 – 99 százalékában halott (99 and 44/100% Dead) – bérgyilkos
- 1974 – Pénzt vagy életet! (Juggernaut) – Anthony Fallon főhadnagy
- 1976 – A nyár visszhangjai (Echoes of a Summer) – ügyvezető producer, Eugene Striden
- 1976 – Robin és Marian (Robin and Marian) – Oroszlánszívű Richárd
- 1976 – Shunkawakan visszatér (The Return of a Man Called Horse) – ügyvezető producer, John Morgan
- 1977 – A Kasszandra-átjáró (The Cassandra Crossing) – Dr. Jonathan Chamberlain
- 1977 – A gyilkos bálna (Orca) – Nolan kapitány
- 1977 – Randevú az arannyal (The Golden Rendezvous) – John Carter
- 1978 – Vadlibák (The Wild Geese) – Rafer Janders őrnagy
- 1981 – Tarzan, a majomember (film) (Tarzan, The Ape Man) – Tarzan
- 1984 – Márton-nap (Martin’s Day) – Martin Steckert
- 1989 – Rock and Roll Lady (My Boyfriend's Back) - író
- 1990 – Koldusopera (Mack the Knife) – Bicska Maxi
- 1990 – A rét (The Field) – Bull McCabe
- 1991 – Csupa balláb (Stepping Out) - forgatókönyvíró
- 1992 – Nincs bocsánat (Unforgiven) – Angol Bob (English Bob)
- 1992 – Férfias játékok (Patriot Games) – Paddy O'Neil
- 1993 – Hemingway és én (Wrestling Ernest Hemingway) – Frank
- 1994 – Ábrahám (Abraham) - Ábrahám
- 1994 – Silent Tongue - Prescott Roe
- 1995 – Megbélyegezve: A McMartin-per (Indictment: The McMartin Trial) - vágó
- 1995 – A nagy Kandinsky (The Great Kandinsky) – Ernest Kandinsky
- 1995 – Kegyetlen szívek (Savage Hearts) – Sir Roger Foxley
- 1996 – Trojan Eddie - John Power
- 1996 – A Notre Dame-i toronyőr (The Hunchback of Notre Dame) – Dom Frollo
- 1997 – A hó hatalma (Smilla’s Sense of Snow) - Andreas Tork
- 1997 – Savage Hearts - Sir Roger Foxley
- 1998 – Íme a tenger (This is the Sea) - Jacobs
- 1998 – A szibériai borbély (Szibirszkij cirjulnyik) – Douglas McCracken feltaláló
- 1999 – Ahol a grizzlyk élnek (Grizzly Falls) – Harry Banks
- 1999 – Oroszlánok között (To Walk With Lions) – George Adamson
- 2000 – Gladiátor (Gladiator) – Marcus Aurelius
- 2001 – My Kingdom - Sandeman
- 2001 – Harry Potter és a bölcsek köve – Albus Dumbledore
- 2002 – Monte Cristo grófja (The Count of Monte Cristo) – Faria abbé
- 2002 – Apokalipszis: A jelenések könyve (San Giovanni - L'apocalisse) - Szt. János
- 2002 – Harry Potter és a Titkok Kamrája – Albus Dumbledore
- 2002 – Julius Caesar – Lucius Sulla
- 2003 – The Last Detective – halála előtt  Leslie Thomasszal írta a forgatókönyvet. A film forgatásához már halála után 2003-ban kezdtek hozzá.

## Díjak és jelölések
- Oscar-díj
  - 1991 – jelölés: legjobb férfi főszereplő (A rét)
  - 1964 – jelölés: legjobb férfi főszereplő (Egy ember ára)
- Golden Globe-díj
  - 1991 – jelölés: legjobb drámai színész (A rét)
  - 1968 – díj: legjobb vígjáték vagy musical színész (Camelot)
- Arany Málna díj
  - 1982 – jelölés: legrosszabb színész (Tarzan, a majomember)
- Cannes-i fesztivál
  - 1963 – díj: legjobb férfi alakítás (Egy ember ára)

## Fordítás
Ez a szócikk részben vagy egészben  a   Richard Harris című angol Wikipédia-szócikk fordításán alapul.  Az eredeti cikk szerkesztőit annak laptörténete sorolja fel. Ez a jelzés csupán a megfogalmazás eredetét és a szerzői jogokat jelzi, nem szolgál a cikkben szereplő információk forrásmegjelöléseként.